# Antigua Iglesia de San Isidoro (Salamanca)
La iglesia de San Isidoro, vulgarmente llamada San Isidro y hoy en día conocida como el Aulario San Isidro, es una de las cinco parroquias fundadas en el barrio de los Francos de la ciudad de Salamanca (España), dentro del proceso de repoblación de la ciudad dirigido por Raimundo de Borgoña por orden del rey Alfonso VI de León en el siglo XII. 
En la actualidad el edificio es utilizado como aulario por la Universidad de Salamanca y se conoce como el Aulario San Isidro. De la iglesia solo queda la portada, de estilo plateresco y una ventana barroca en la calle Libreros. 
Se encuentra en la plaza de San Isidro, un ensanchamiento de la Calle Serranos.

## Historia

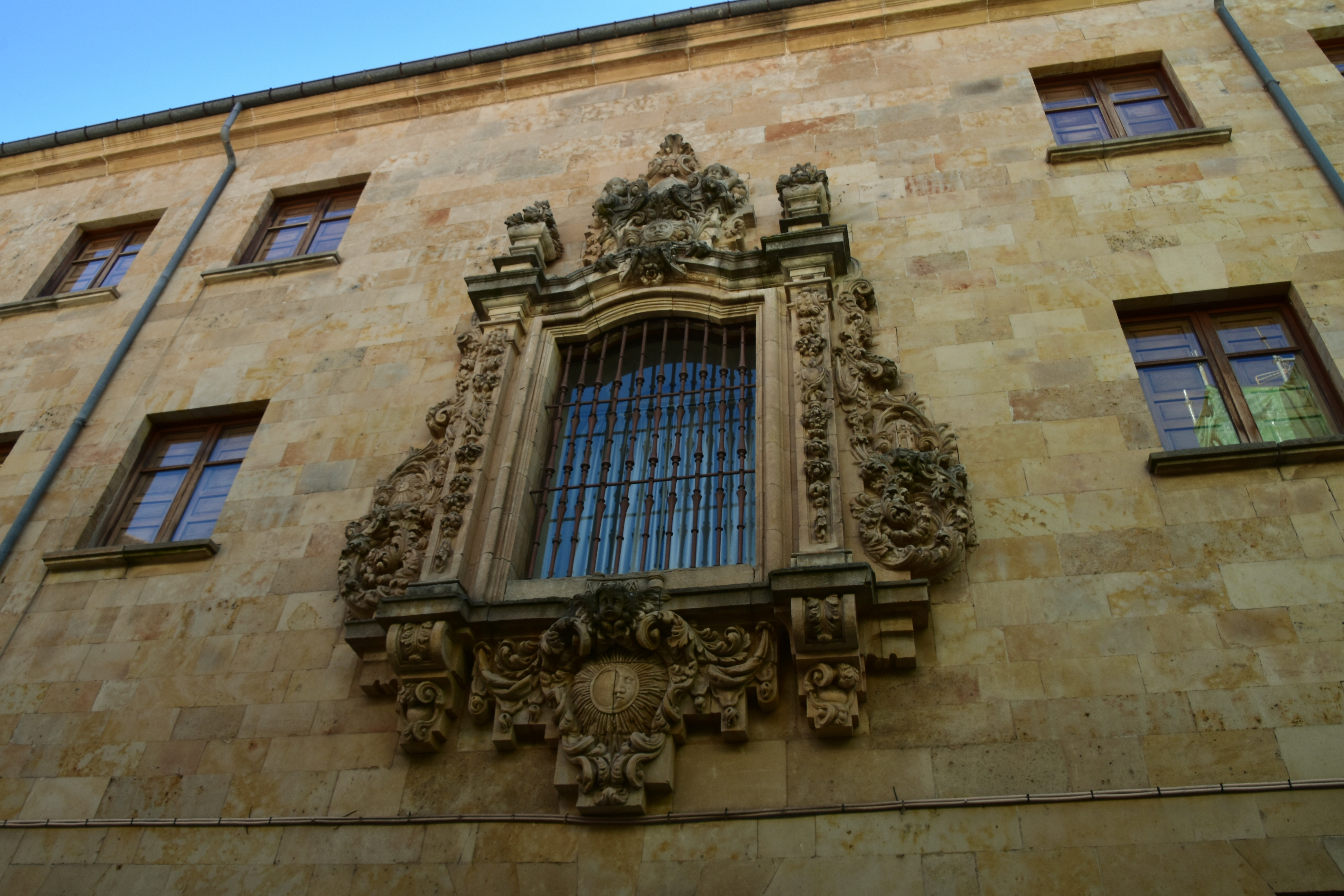
Ventana camarín barroca de la iglesia conservada en la fachada a la calle Libreros

La iglesia original se levantó en 1063. Según la tradición, recogida por Gil Dávila, el 22 de diciembre de 1062 llegaron a la ciudad los restos de San Isidoro de Sevilla, en su trasladado hacia León. La comitiva paró junto a la Puerta del Sol, acercándose la gente a pedir ayuda al santo y obrándose milagros. Cuando los portadores quisieron reemprender la marcha, les faltaron las fuerzas y no pudieron hacerlo hasta que los presentes prometieron levantar una iglesia dedicada al santo en el lugar en que habían reposado sus restos. Posteriormente fue reformada en los siglos XV y XVI.
Agregaron a esta iglesia la de San Pelayo, desaparecida por la construcción del Colegio de la Compañía, y desde entonces se llama de San Isidro y San Pelayo.
El 31 de diciembre de ese 1886, como consecuencia de una reforma parroquial, la iglesia dejó de tener culto. Tras su abandono, el estado de ruina era inminente, acrecentándose por un incendio en 1893. En 1894 se inició su reconstrucción para albergar la sede del Círculo Católico de Obreros, reservando una capilla para la adoración nocturna. El proyecto fue encargado al arquitecto Joaquín de Vargas y el nuevo edificio se inauguró en noviembre de 1896. En 1908 fue transformado en el teatrillo del Círculo Obrero, apodado "cine obrero" y posteriormente Salón Cinematográfico San Isidro. El 2 de febrero de 1910, se inauguró en el edificio la nueva sede del Círculo Tradicionalista, tras la venta del edificio a los carlistas por parte del obispado. En este periodo se instaló en el edificio una imprenta que recibió el nombre de Tipografía Popular, especialmente para el servicio del El Salmantino, publicación editada por el Círculo Tradicionalista. En 1920 Matías Blanco Cobaleda compró la imprenta para la impresión de un nuevo diario en la ciudad, La Gaceta Regional. Perdida su función como imprenta a finales de los años veinte, a principios de la década de los treinta pasó a convertirse en un garaje.
En 1935, los propietarios encargaron un proyecto de nuevo edificio a Genaro de No, aprobado por el ayuntamiento con la condición de salvaguardar los vestigios artísticos que perduraban de la vieja iglesia. El exterior del edificio resultante es el que se mantiene en la actualidad. En el momento de su construcción se acondicionó como edificio de viviendas reservando la planta baja como estación de autobuses. El edificio fue adquirido por la Universidad en 1976 para la ampliación de la Facultad de Derecho. Siguiendo las recomendaciones de la Comisión Provincial de Bellas Artes, el interior del edificio fue demolido por completo respetando las fachadas, que fueron restauradas y sustituido el zócalo de piedra artificial por otro de granito.